# Trans-World-Airlines-Flug 840 (1986)
Auf dem Trans-World-Airlines-Flug 840 ereignete sich am 2. April 1986 ein schwerer Zwischenfall an Bord einer Boeing 727-231 der Trans World Airlines, als 20 Minuten vor der Zwischenlandung in Athen eine Bombe explodierte, wodurch vier Passagiere ums Leben kamen und sieben weitere verletzt wurden. Die schwer beschädigte Maschine konnte sicher auf dem Flughafen Athen-Ellinikon gelandet werden. Der Anschlag wurde später der Abu-Nidal-Organisation zugeschrieben.

## Maschine
Bei dem verunglückten Flugzeug handelte es sich um eine Boeing 727-231, die zum Zeitpunkt des Unfalls 11 Jahre und 7 Monate alt war. Die Maschine wurde im Werk von Boeing auf dem Boeing Field im Bundesstaat Washington montiert und absolvierte am 29. August 1974 ihren Erstflug, ehe sie am 10. September 1974 neu an die Trans World Airlines ausgeliefert wurde. Das Flugzeug trug die Werksnummer 20845, es handelte sich um die 1066. Boeing 727 aus laufender Produktion. Die Maschine wurde mit dem Luftfahrzeugkennzeichen N54340 zugelassen. Das dreistrahlige Mittelstrecken-Schmalrumpfflugzeug war mit 134 Sitzplätzen und drei Turbojettriebwerken des Typs Pratt & Whitney JT8D-9A ausgestattet.

## Flugplan
Der transatlantische Interkontinentalflug TW840 sollte vom Los Angeles International Airport zum Flughafen Kairo-International führen. Entlang der Flugstrecke waren planmäßige Zwischenstopps auf dem John F. Kennedy International Airport, dem Flughafen Rom-Fiumicino und dem Flughafen Athen-Ellinikon vorgesehen.

## Passagiere und Besatzung
Auf dem Flugabschnitt von Rom nach Athen hatten 115 Passagiere in der Maschine Platz genommen. Es befand sich eine siebenköpfige Besatzung an Bord. Der Flugkapitän der Maschine, Peter „Pete“ Petersen, war der Pilot Flying.

## Flugverlauf und Unfallhergang
Die ersten beiden Flugabschnitte von Los Angeles nach New York City und von New York City nach Rom wurden ohne besondere Vorkommnisse geflogen. Auch der Flug von Rom nach Athen verlief bis zur Anflugphase unauffällig. Während sich die Maschine 20 Minuten vor der Landung über Argos im Sinkflug auf einer Flughöhe von etwa 11.000 Fuß (ca. 3350 Meter) befand, explodierte eine Bombe im Passagierabteil und riss dabei ein Loch von 1,40 mal 1,60 Meter in den Rumpf der Maschine auf der rechten Kabinenseite nahe Sitz 10F. Es kam dadurch zu einer explosiven Dekompression der Druckkabine, bei der vier Passagiere durch das Loch im Flugzeugrumpf gesogen wurden. Sieben weitere Passagiere wurden durch umherfliegende Bomben- und Wrackteile verletzt. Die Maschine konnte sicher in Athen notlanden.

## Opfer
Bei dem Zwischenfall wurden vier US-amerikanische Passagiere getötet, darunter ein Mann mit kolumbianischen Wurzeln, eine Frau, ihre Tochter und ihre acht Monate alte Enkelin. Die Körper von drei der Opfer konnten vom Gelände eines stillgelegten Stützpunktes der Griechischen Luftstreitkräfte geborgen werden, ein vierter Leichnam aus dem Meer.

## Nach dem Zwischenfall
Eine bis dahin nicht in Erscheinung getretene Organisation namens Arabische Revolutionäre Zellen bekannte sich zu dem Anschlag. Als Motive nannte die Gruppe Vergeltung für den Amerikanischen Imperialismus und die Operation Attain Document in der Großen Syrte.

## Unfalluntersuchung
Die Ermittler kamen zu dem Schluss, dass die detonierte Bombe etwa ein Pfund Plastiksprengstoff enthielt. Es wurde vermutet, dass die Bombe auf einem früheren Flugabschnitt von einer libanesischen Frau, die der Abu-Nidal-Organisation angehörte an Bord gebracht worden war. Die Verdächtige wurde im Zusammenhang mit dem Zwischenfall festgenommen, jedoch wurde nie Anklage gegen sie erhoben.
Dass die Maschine bei der Explosion nicht auseinandergerissen wurde, führten die Ermittler darauf zurück, dass die Bombe in einer relativ geringen Flughöhe detoniert war.

## Verbleib der Maschine
Das schwer beschädigte Flugzeug wurde nach dem Zwischenfall repariert und wieder in Betrieb genommen. Die Maschine blieb bis zum 28. Oktober 2001 bei der Fluggesellschaft in Betrieb, wurde dann ausgesondert und im Mai 2002 auf dem Southern California Logistics Airport in Victorville, Kalifornien verschrottet.